# Euchordodes libellulovivens
Euchordodes libellulovivens är en tagelmaskart som beskrevs av Heinze 1937. Euchordodes libellulovivens ingår i släktet Euchordodes och familjen Chordodidae. Inga underarter finns listade i Catalogue of Life.